# Паутов, Валентин Васильевич
Валентин Васильевич Паутов (5 апреля 1926, Малые Дворишки, Даниловский район — 7 августа 1986, Ленинград) — разведчик: 820-го стрелкового полка 117-й стрелковой дивизии 69-й армии и 32-го танкового полка 16-й гвардейской Черниговской кавалерийской дивизии, сформированной в декабре 1941 года в городе Уфе, как 112-я Башкирская кавалерийская дивизия, 7-го гвардейского кавалерийского корпуса 1-го Белорусского фронта, сержант.

## Биография
Родился 5 апреля 1926 года в деревне Малые Дворишки Даниловского района Ярославской области в крестьянской семье. Член КПСС с 1965 года. Окончил 10 классов.
В Красной Армии с августа 1942 года. В боях Великой Отечественной войны с августа 1943 года.
Разведчик 820-го стрелкового полка красноармеец Валентин Паутов в составе роты автоматчиков 8 июля 1944 года в бою юго-западнее города Ковель Волынской области Украины ворвался во вражескую траншею, сразил пулемётчика и с группой бойцов отразил три атаки противников. За мужество и отвагу, проявленные в боях, 4 августа 1944 года красноармеец Паутов Валентин Васильевич награждён орденом Славы 3-й степени.
Разведчик 32-го танкового полка сержант Паутов В. В. с подчинёнными 29 января 1945 года провёл бронетранспортёр в тыл противника, разведал расположение его огневых точек и численность гарнизона в населённом пункте Карпицко, расположенном юго-западнее польского города Познань. Обнаружив группу советских разведчиков, противники открыли по ней пулемётно-миномётный огонь, в результате чего погибли три разведчика и водитель бронетранспортёра. 18-летний сержант Валентин Паутов, вступив в неравный бой. Он вывел из строя пулемёт и миномёт противника, истребил свыше десяти противников и затем доставил в штаб своего полка ценные сведения. За мужество и отвагу, проявленные в боях, 25 марта 1945 года сержант Паутов Валентин Васильевич награждён орденом Славы 2-й степени.
20-28 апреля 1945 года близ столицы Германии Берлина сержант Паутов В. В. под огнём противника проник в его расположение, выявил нахождение танков и огневых точек. В районе города Бранденбург вынес с поля боя раненого командира полка.
Указом Президиума Верховного Совета СССР от 15 мая 1946 года за образцовое выполнение заданий командования в боях с немецко-вражескими захватчиками сержант Паутов Валентин Васильевич награждён орденом Славы 1-й степени, став полным кавалером ордена Славы.
В 1947 году старшина Паутов В. В. демобилизован. Жил в городе-герое Ленинграде. Окончил Ленинградский инженерно-строительный институт. Работал начальником лаборатории в одном из ленинградских научно-исследовательских институтов. Скончался 7 марта 1986 года. Похоронен на кладбище города Сестрорецк.

## Награды
Награждён орденами Отечественной войны 1-й степени, Славы 1-й, 2-й и 3-й степени, медалями.

## Память
В Дёмском районе города Уфы — столицы Башкирии, на улице Правды, установлен памятник воинам 112-й Башкирской — 16-й гвардейской Черниговской кавалерийской дивизии, и в том же районе по адресу: улица Левитана, дом № 27, открыт Музей 112-й Башкирской кавалерийской дивизии, являющийся филиалом Республиканского музея боевой Славы.